# اچ‌دی ۱۵۹۸۶۸
اچ‌دی ۱۵۹۸۶۸ یک ستاره است که در صورت فلکی کژدم قرار دارد.